# Yoshioka
Yoshioka (吉岡町, Yoshioka-machi) est un bourg du district de Kitagunma, dans la préfecture de Gunma, au Japon.

## Géographie

### Démographie
Au 1er janvier 2014, la population de Yoshioka s'élevait à 20 611 habitants répartis sur une superficie de 20,50 km2.